# Felice Lattuada
Felice Lattuada (Morimondo, 5 febbraio 1882 – Milano, 2 novembre 1962) è stato un compositore e direttore d'orchestra italiano.

## Biografia

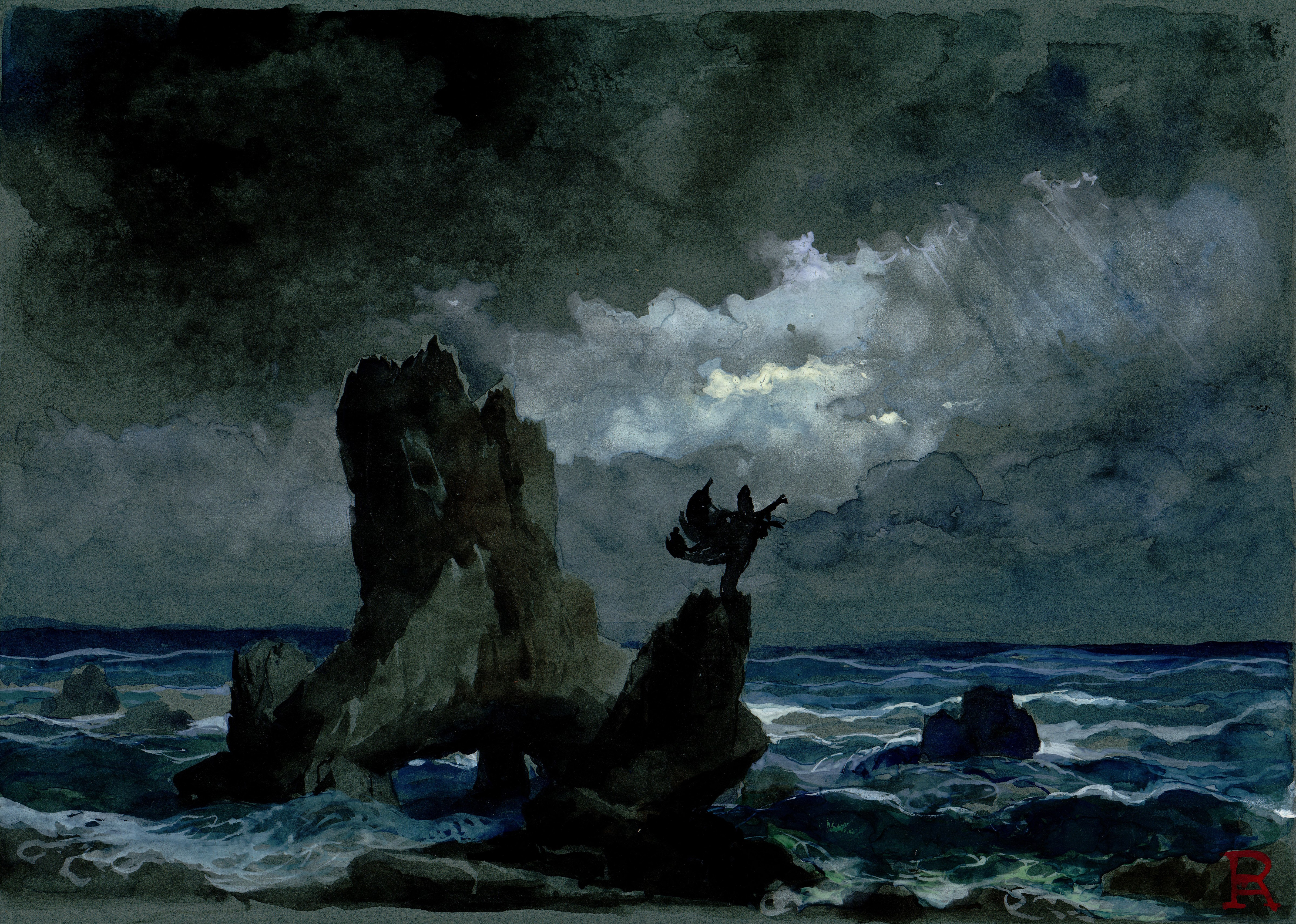
Uno scoglio. La Tempesta, bozzetto per La tempesta prologo (1922).

Diplomato al conservatorio di Musica Giuseppe Verdi di Milano, per un certo periodo esercitò la professione di insegnante nelle scuole elementari. Lasciò la cattedra per dedicarsi totalmente alla composizione di musica sinfonica, di opere e di operette, dirigendo inoltre l'orchestra del Teatro Dal Verme e del Teatro alla Scala. 

Per il cinema lavorò come compositore di colonne sonore tra il 1931 e il 1953, inizialmente per tre film diretti da Mario Camerini (Figaro e la sua gran giornata, 1931), Alessandro Blasetti (Palio, 1932) e Ferdinando Maria Poggioli (Sissignora, 1941). In seguito musicò diversi film diretti dal figlio Alberto: Giacomo l'idealista (1943), Il bandito (1946), Il delitto di Giovanni Episcopo (1947), Luci del varietà (1950), Il cappotto (1952) e La lupa (1953).
Felice Lattuada è ricordato soprattutto per la sua produzione operistica: nel 1922 fu rappresentata a Milano "La tempesta", opera su libretto di Arturo Rossato da Shakespeare, nel 1928 il suo "Don Giovanni", anche questo su libretto di Rossato, vinse il primo premio di un concorso bandito dal Ministero dell'Istruzione e fu rappresentato al Teatro San Carlo di Napoli nel 1929. 
"La tempesta" fu rappresentata al Teatro alla Scala anche il 21 ottobre 1942 con Antenore Reali, Augusta Oltrabella, direttore Angelo Questa, e una giovane Sabina Actis-Orelia nella parte di Ariel.
Nel 1929 venne rappresentata al Teatro alla Scala di Milano la sua opera più celebre, Le preziose ridicole, sempre su libretto di Rossato, tratto questa volta dall'omonima commedia di Molière; la prima esecuzione scaligera ebbe un cast illustre, comprendente cantanti quali Ebe Stignani, Mafalda Favero, Jan Kiepura, Aristide Baracchi e Salvatore Baccaloni, sotto la guida del direttore Gabriele Santini. 
"Le preziose ridicole" ebbero numerose riprese in teatri internazionali, a partire dal Teatro Metropolitan di New York, dove venne presentata nel 1930 con Lucrezia Bori, al Teatro Colón di Buenos Aires, ai teatri di Praga, Berlino, Bruxelles, fino all'Opera di Roma ed al San Carlo di Napoli. L'opera è stata infine rappresentata nel 1991 al Teatro Rossini di Lugo di Romagna con la regia del figlio Alberto. Tra la sua produzione cameristica, si ricorda la Sonata per violino e pianoforte in mi minore (1919) dedicata ad Alberto Poltronieri.
Il suo linguaggio musicale è direttamente influenzato dal verismo e dalla cosiddetta "giovane scuola" (autori come Puccini, Giordano, Franchetti, eccetera), anche se per un suo certo "settecentismo", riscontrabile in particolare nell'opera "Le preziose ridicole", è stato più spesso accostato al veneziano Ermanno Wolf-Ferrari. Di certo è che Lattuada, come molti operisti italiani del suo tempo, fu soprattutto influenzato dalla concezione drammaturgica del Falstaff di Giuseppe Verdi.
Oltre al regista Alberto, ebbe anche una figlia, Bianca, che lavorò anch'essa nel cinema principalmente come direttrice di produzione e come organizzatrice generale e responsabile del casting.
Felice Lattuada oggi riposa nel mausoleo di famiglia nel cimitero di Morimondo (MI).

## Discografia
- Le preziose ridicole, Cd Aura Classics (2000)
- Violin Sonatas 12 Piano Preludes, DA VINCI CLASSICS (2023)